# Formel 2
|  | For motorsportserien, se FIA Formel 2. | Ikke at forveksle med GP2 Series.
Formel 2 (ofte forkortet til F2) er en klasse i motorsport. Klassen blev erstattet i 1948 af Formel 3000, men kom tilbage fra 2008 til 2012 ved hjælp af oprettelsen af FIA Formel 2, en tidligere international Formel 2-serie. I 2012 blev den tidligere FIA Formel 2 opløst, og lavet om til GP2 Series. I 2017 kom FIA Formel 2 tilbage igen. Klassen er et vigtigt skridt for mange kører som sigter mod Formel 1. Formel 2 er ofte det anden skridt i karrieren for kører der sigter mod en professionel karriere i motorsport, i stedet for blot at være en amatør.